# Oberamt Gefrees
Das Oberamt Gefrees war eines von den 13 Verwaltungsgebieten des Fürstentums Bayreuth mit Sitz in Gefrees.

## Geschichte
Der Sitz des Amtes war ursprünglich Berneck. Schon zur Zeit der Nürnberger Burggrafen gab es das Burggrafenamt Berneck. 1427 wurde das Vogteiamt nach Gefrees verlegt, 1604 schließlich auch das Kastenamt. Bis 1668 unterstand es der Amtshauptmannschaft Kulmbach. Seitdem hatte es einen eigenen Oberamtmann.
Im 18. Jahrhundert umfasste das Oberamt Gefrees die Ämter Berneck, Gefrees, Goldkronach und Stein.
Ab 1791/92 wurde das Fürstentum Bayreuth von dem preußischen Staat als Ansbach-Bayreuth verwaltet. Damit ging das Oberamt Gefrees in dem Wunsiedeler Kreis auf.

## Lage
Das Oberamt Gefrees grenzte im Norden an die Landeshauptmannschaft Hof, im Süden an die Amtshauptmannschaft Bayreuth, im Westen an das Hochstift Bamberg (Marktschorgast) und im Osten an die Oberpfalz.

## Struktur

### Kasten- und Stadtvogteiamt Gefrees
Das Kasten- und Stadtvogteiamt Gefrees hatte die Vogtei über die in dem eigenen Kastenamt inbegriffenen Orten, darüber hinaus auch über die Orte der Kastenämter Berneck und Stein. Die grundherrliche Ansprüche wurden vom Kastenamt verwaltet:
Böseneck, Cremitz, Fröbershammer, Gefrees, Geiersberg, Gottmannsberg, Grünstein, Haidlas, Hengweg, Kornbach, Langezell, Lübnitz, Metzlersreuth, Neuenreuth, Oberwitzleshofen, Schamlesberg, Schweinsbach, Tannenreuth, Witzleshofen, Zettlitz.

### Kastenamt Berneck
Das Kastenamt Berneck verwaltete die grundherrlichen Ansprüche folgender Orte:
Ackermannshof, Am Wald, Berneck, Birnstengel, Bischofsgrün, Blumenau, Frankenhammer, Gehrnhaus, Goderdorf, Gothendorf, Grassemann, Haselleithen, Heinersreuth, Hämmerlas, Hermersreuth, Hirschhaid, Hohenknoden, Kaltensteinach, Köslar, Kutschenrangen, Lützenreuth, Meyerhof, Micheldorf, Rimlas, Rödlasberg, Röhrenhof, Rohresreuth, Warmeleithen, Wülfersreuth und Zechenhäuslein.

### Kasten- und Stadtvogteiamt Goldkronach
Das Kasten- und Stadtvogteiamt Goldkronach hatte die Vogtei und die Grundherrschaft über folgender Orte:
Brandholz, Escherlich, Föllmar, Frankenberg, Forthof, Goldberg, Goldkronach, Goldmühl, Haag, Hammermühle, Hilpertsgraben, Kottersreuth, Kühleithen, Leisau, Nemmersdorf, Pfarrloh, Pöllersdorf, Reuth, Schlegelberg, Sickenreuth, Sommerleithen, Steinbühl und Zoppaten.

### Kastenamt Stein und Streitau
Das Kastenamt Stein und Streitau verwaltete die grundherrlichen Ansprüche folgender Orte:
Entenmühle, Grünhügel, Kornleithen, Neubau, Oberstreitau, Sparnecker, Stein, Streitau und Streitauermühle.